# Fuga (película de 2023)
Fuga (título original: Breakout) es una película estadounidense de acción, suspenso y crimen de 2023, dirigida por Brandon Slagle, que a su vez la escribió junto a Robert Thompson y Devanny Pinn, musicalizada por David Bateman, en la fotografía estuvo Noah Luke y los protagonistas son Louis Mandylor, Kristos Andrews, Brian Krause y Tom Sizemore, entre otros. El filme fue producido por Furst Class Productions, JCB Pictures y Jaguar Motion Pictures; se estrenó el 11 de abril de 2023.

## Sinopsis
Luego de tomar el control de una cárcel de máxima seguridad, un astuto criminal se enfrenta a un agente retirado de operaciones encubiertas, el cual estuvo visitando a su hijo preso.